# Agraptochlora
Agraptochlora là một chi bướm đêm thuộc họ Geometridae.